# 圣色尔爵修院 (昂热)

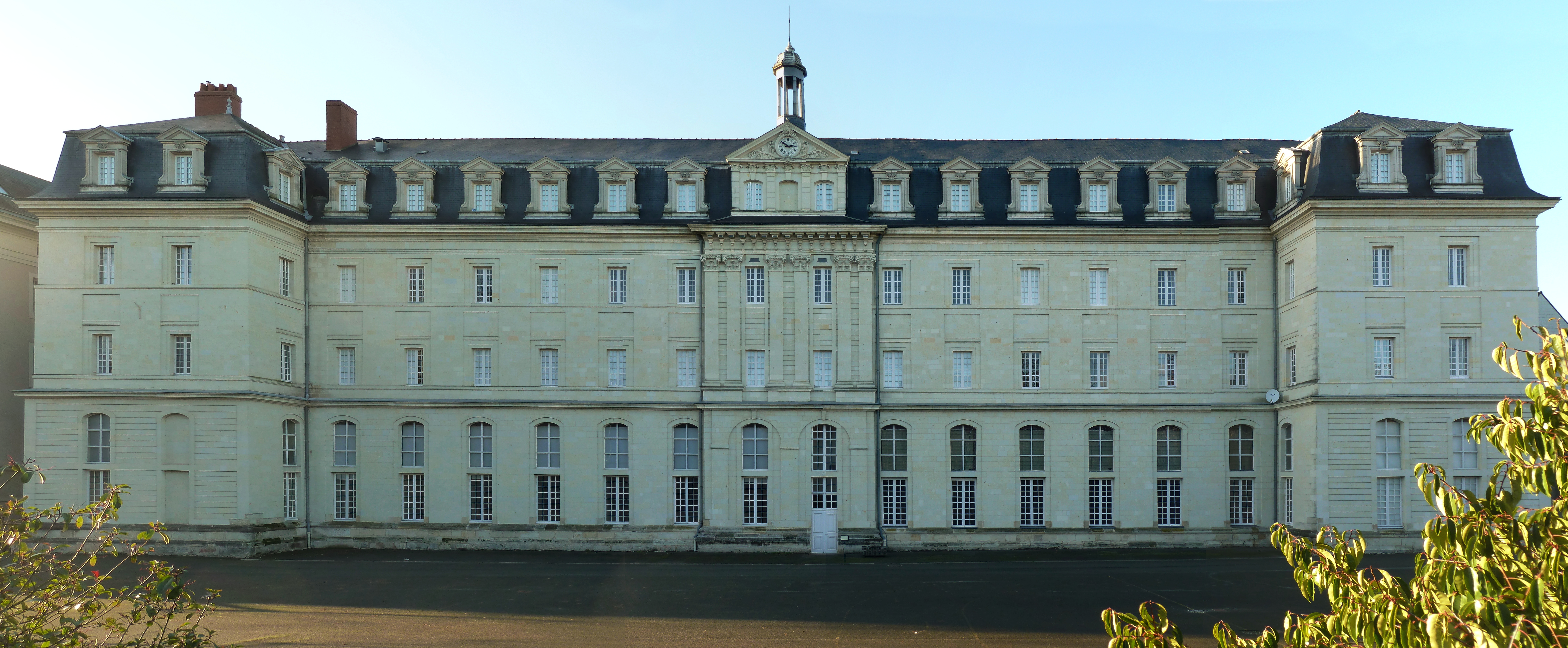
昂热圣色尔爵修院

圣色尔爵修院（法語：Abbaye Saint-Serge）是法国昂热的一座历史建筑，罗马天主教修道院，其历史可追溯到7世纪。.
该修院在11世纪重建，并在1059年重新祝圣。
在1840年、1907年、1908年和1967年，该建筑各部分陆续被列为法国历史古迹。